# Hipódromo de Los Andes
El Hipódromo de Los Andes fue una pista de carreras de caballos, localizada en zona rural del municipio de Chía, Cundinamarca, al norte de Bogotá, Colombia.

## Historia

### Inicios
Ante criterios equivocados de algunas personas en la hípica colombiana, la asociación de criadores de caballos pura sangre inglesa, comandados por Don Elkin Echavarría y Don Carlos Haime, fundaron una institución llamada "Hipódromos de Colombia" que pretendía entre otros fines construir recintos aptos para la realización de carreras de caballos en las principales ciudades del país y dar su más irrestricto apoyo a la crianza de caballos PSI en Colombia, también se unieron propietarios y amantes del caballo pura sangre inglesa, dispuestos a estimular el fomento equino y rescatar a través de este, valores tradicionales de la hípica, entonces decidieron montar un hipódromo propio, es así que en 1976 se adquirieron unos terrenos en el km. 20 de la autopista norte en las afueras de Bogotá, en jurisdicción del municipio de Chía. Fue tal el interés que se aunaron capitales y esfuerzos, en corto tiempo el sueño de muchos hípicos se hacía realidad.

### Apertura
El Hipódromo de Los Andes fue inaugurado el 22 de enero de 1978 con un marco de público apoteósico, deseoso de conocer de cerca el que era considerado el más moderno y funcional hipódromo de toda Sudamérica, y un gran volumen de juego, la primera carrera corrida oficial en este coliseo fue ganada por una yegua peruana llamada "Aguzada", entrenada por Álvaro de Francisco y montada por el jinete Fernán Jaramillo, ese día se corrieron 10 carreras en total, así se escribía un nuevo capítulo de la historia de la hípica colombiana, glorificada por la calidad de sus caballos y animada por una afición mucho más grande de lo que aparentaba.

### Inversión
Además este hipódromo contó con todos los avances tecnológicos a la fecha, (totalizador electrónico, circuito cerrado de televisión a color, teletimer, photo finish, y computadoras para el control y procesamiento de las apuestas, una imponente tribuna a cinco niveles con capacidad para 20.000 personas que fue construida en tiempo récord, 2 pistas (una de grama de 1.900 Metros por 30 de ancho, y otra de arena de 1.800 Metros por 28 de ancho) con todas las especificaciones técnicas, amplias e higiénicas caballerizas y 400 caballos al momento de la apertura, en total se invirtieron más de 400 millones de pesos de la época en la monumental obra.

### Consolidación
Durante los primeros años de vida del Hipódromo de los Andes, presentaba un balance positivo en el desenvolvimiento de la actividad hípica y económica, las cifras globales señalaban que la cantidad de carreras corridas en esos tiempos bordeaba las 1000 competencias disputadas anualmente entre miércoles, sábado y domingo, con más de 700 caballos alojando en el recinto, esto también habían generado premios por cerca de 100 millones de pesos para los propietarios de caballos, con sus respectivos porcentajes para los profesionales hípicos, también considerar la llegada de caballos, jinetes y preparadores extranjeros que aportaron grandemente al crecimiento del hipódromo y la escuela de jinetes que lanzó a cientos de jockeys colombianos de gran categoría, algunos de ellos aun corriendo, la disputa de grandes clásicos en el calendario y también la triple corona nacional, conformada por los clásicos "Polla de Potrillos", "Derby de Los Andes" y el "Gran Premio República de Colombia", solo un caballo logró ganarla en este hipódromo, en 1979 el caballo "Chabal" con la monta del jinete chileno Antonio Mella consiguió triunfar en las 3 etapas, en diciembre de 1984, la yegua "Galilea" conquistó el Clásico Internacional del Caribe, en el Hipódromo Presidente Remón en Panamá, un premio que equivale a la Copa Libertadores de América en fútbol y el acontecimiento significó uno de los más grandes orgullos en la historia de la hípica colombiana.

### Épocas difíciles
En 1982, el gobierno y el municipio de Chía al ver que la actividad hípica obtenía muchas ganancias en el Hipódromo de Los Andes, y que ya se habían visto favorecidos con ingresos estimulantes deducidos de los impuestos a las apuestas, decidieron aumentarlos provocando una crisis de tal magnitud que fue el único hipódromo que quedó en funcionamiento en Colombia, las pérdidas en 1986 fueron de 271 millones de pesos, 43 por ciento más que en 1984, los balances que mostraron en 1985 un crecimiento de gastos del 23 por ciento contra solo un 16 por ciento de aumento de las apuestas pusieron en jaque a la empresa, mas el juego clandestino "legalizado" por algunas alcaldías y municipios, un factor determinante en la fuga de las apuestas de los cauces institucionales, en las reuniones oficiales de Hipoandes se apostaban cerca de 60 millones de pesos por semana, mientras que en bares y cafetines de distintas ciudades del país se jugaban unos 200 millones de pesos, en "empresas" donde los propietarios del negocio no tenían más gastos que el teléfono, el tinto y las baterías para escuchar las carreras a través de la radio.
Los "empresarios" de ese juego clandestino, que en total pudieron ser unos cien, no solo no corrían con los riesgos ni con los gastos de todo el montaje para las carreras sino que, además, no estaban sometidos a los estrictos controles fiscales ni sus clientes son pasados por el fuego de las tablas de retención de ganancias ocasionales, que le sacaba un buen porcentaje y cada vez era más fuerte, en total durante los últimos años Hipoandes acumuló perdidas por 900 millones de pesos, por estos hechos la asamblea de accionistas de la sociedad Hipódromos de Colombia determinó la disolución y liquidación de la empresa previo anuncio de rigor a la Superintendencia de Sociedades en febrero de 1986, aun así el hipódromo sobrevivió gracias a sucesivas recapitalizaciones de los socios, se buscó un acuerdo en septiembre de 1986 con el Concejo de Chía, en el que se propuso un arreglo para que los impuestos no fueran del 10% sobre las apuestas, sino de un 2% reajustable cada año, adopción de medidas para combatir y erradicar eficazmente el juego clandestino y la implementación de un mecanismo legal para garantizar la estabilidad del nuevo trato fiscal durante 10 años, sin embargo el golpe final llegó cuando fracasaron conversaciones con el gobierno nacional para que se redujera el 10% de ganancias ocasionales procedentes de las apuestas hípicas, ya que se promulgó una reforma tributaria en el senado que aumento en 20% el impuesto sobre las ganancias, tras la imposibilidad de lograr esos alivios fiscales y el acercamiento a la fecha de vencimiento de la prórroga de funcionamiento del reducto hípico, la actividad llegaba al año 1987 económicamente muy deprimida.

### El final
Las primeras reuniones de carreras de 1987 se disputaban bajo la incertidumbre del posible cierre del recinto, el 18 de enero de ese año se disputaron 9 carreras y el ganador de la última carrera de ese día fue el caballo "Lebruno" con el jinete Javier Niño († 2003), días más tarde vendría lo inevitable, el Hipódromo de Los Andes cerraba sus puertas para el espectáculo de las carreras de caballos al término de 9 años de actividades, la decisión fue anunciada el día 21 de enero cuando sus únicos propietarios - Elkin Echavarrría y Carlos Haime - en conferencia de prensa desde el Hotel Hilton, decidieron cerrarlo, por no representarles ganancias y sí muchas cargas impositivas, y que los accionistas descartaron la vía de la convocatoria a un concordato de acreedores y se acogieron a la realidad de las cifras, después de sucesivas recapitalizaciones decidieron cesar sus inversiones, responder por todas las deudas y obligaciones laborales y cerrar, dejando a más de 5.000 familias sin trabajo que directa o indirectamente dependían de la actividad, así se selló el acta de defunción de las carreras de caballos en Colombia, ya que lamentablemente no había funcionando ningún hipódromo en el país en ese momento.

### Intentos por reabrir
Ha habido intentos para reabrir este recinto hípico, algunos más concretos en 1991 cuando la Beneficencia de Cundinamarca estuvo cerca de comprarlo y la empresa Promotora Hípicos de Los Andes S. A. negoció con los dueños en el 2003, ambos para destinarse a su fin inicial de celebrar allí pruebas hípicas, incluso se han hecho otras actividades no hípicas en el recinto como recitales con artistas de talla internacional, sin embargo sus dueños en una actitud poco comprensible se niegan a venderlo, actualmente es un lote de engorde para una futura urbanización. Aún hoy, los pocos aficionados a la hípica que quedan, se ilusionan con la reapertura el coliseo de la autopista norte.

## Conciertos
En el lugar también se han realizado conciertos, entre los cuales se destacan:
más
| Artista | Fecha                   |
| --- | ----------------------- |
| Illya Kuryaki and the Valderramas, Babasónicos, Vicente García, Juan Pablo Vega, Diva Gash, Bako, El Freaky Colectivo, MNKYBSNSS, Cato Anaya, Ali Stone, La Tostadera y Dj Residente Héctor Carrero | 30 de julio de 2016     |
| Daddy Yankee, Nicky Jam, Marco Antonio Solís & Silvestre Dangond | 9 de septiembre de 2016 |
| Slipknot, Koyi K Utho y Narcopsychotic | 22 de octubre de 2016   |
| Metallica y Victimized | 1 de noviembre de 2016  |
| Plastilina Mosh, Aterciopelados, Vicente García, Los Petitfellas, Systema Solar, Pedrina, Los Rolling Ruanas, Mitú, Pernett y Providencia                                                           | 19 de mayo de 2018      |